# 박실
박실(朴實, 1939년 10월 8일 ~ 2022년 10월 29일)은 대한민국의 언론인 출신 정치인이다. 제12·13·14대 국회의원, 제19대 국회사무총장을 지냈다. 아호는 장산이다.

## 생애
전주고등학교와 서울대학교 정치학과를 나온 그는, 유신시절 한국기자협회장 등을 지내며 언론자유투쟁을 주도했다. 1980년 신군부로부터 한국일보에서 강제해직됐으며 기자로서는 드물게 정치규제법에 묶였다. 호남출신인데다 타고난 반골 기질인 그는 이철승, 김대중 등과 정치적 인연을 이어왔다. 1984년 김대중, 김영삼씨가 주축이 된 신한민주당의 창당선언문을 기초하는 등 1985년 2월 12일 총선에서 활동했다. 서울 동작구에서 '박해받은 실력자 박실'이란 표어를 내걸고 당선됐다. 원내활동은 국회 문공위 간사, 행정위 간사, 외무위원과 국회환경특위 위원장 등을 거쳤다. 그가 낸 '의사상자(義死傷者) 구호법안'으로 옳은 일을 하다 사상당한 많은 국민이 국가로부터 보상을 받았다. 새정치국민회의에서는 당내 중도그룹의 대표주자로 활동했다. 풀브라이트 장학생이기도 했던 그는 영어, 중국어, 독어를 유창하게 구사하며 <한국외교비사> 등 저서도 많다.

## 학력
- 1955년 정읍중학교 졸업
- 1958년 전주고등학교 졸업
- 1963년 서울대학교 정치학 학사
- 1968년 조지아대학교 대학원 신문방송학 석사
- 1978년 서울대학교 대학원 정치학 박사과정 수료

## 경력
- 한국일보 외신부, 정치부 차장
- 한국기자협회 회장
- 한국언론인금고 이사, 한국신문윤리위원회 이사
- 국제기자연맹(IFJ) 집행위원
- 군사정변으로 한국일보 강제 해직
- 민추협 상임운영위원, 정치규제법에서 2차 해금
- 신한민주당 창당발기인, 대변인
- 제12, 13, 14대 국회의원
- IPU(국제의원연맹) 총회 한국대표, 유네스코 파리 총회 한국대표
- 신민당 정책실장, 민주당 홍보위원장
- 통일민주당 당무위원, 서울특별시 지부 위원장
- 평화민주당 원내수석부총무, 당기관지위원장
- 민주당 서울특별시 지부 위원장
- 새정치국민회의 당무위원, 지도위원
- 새정치국민회의 서울특별시 지부 위원장
- 국회 국회운영위원회, 문공위원회, 행정위원회 간사
- 국회 외무통일위원, 내무위원, 예결위 계수조정위원
- 국회 환경특위위원장
- 제19대 국회사무총장
- 한남대학교 석좌교수, 대한언론인회 이사
- 대한민국헌정회 이사
- 대한민국헌정회 부회장
- 더불어민주당 동작지구당 고문(동작구 갑, 동작구 을 지역위원회 고문)
- 동작구호남향우회연합회중앙회 회장
- 동작구호남향우회연합회중앙회 상임고문
- 장산동지회 상임고문
- 장산산악회 명예회장

## 역대 선거 결과
|  | 42.42% |

|  | 40.81% |

|  | 40.73% |

|  | 36.65% |

## 소속 정당
| 소속 정당 | 소속 정당      | 소속 기간 | 비고                |
| --------- | -------------- | --------- | ------------------- |
|           | 신한민주당     | 1985~1987 | 창당 정계 입문      |
|           | 무소속         | 1987      | 탈당                |
|           | 통일민주당     | 1987      | 창당                |
|           | 무소속         | 1987      | 탈당                |
|           | 평화민주당     | 1987~1991 | 창당                |
|           | 신민주연합당   | 1991      | 당명 변경           |
|           | 민주당         | 1991~1995 | 합당                |
|           | 무소속         | 1995      | 탈당                |
|           | 새정치국민회의 | 1995~1998 | 창당                |
|           | 무소속         | 1998~2000 | 탈당                |
|           | 새천년민주당   | 2000~2005 | 복당                |
|           | 민주당         | 2005~2007 | 당명 변경 정계 은퇴 |
|           | 중도통합민주당 | 2007      | 합당                |
|           | 민주당         | 2007~2008 | 당명 변경           |
|           | 통합민주당     | 2008      | 합당                |
|           | 민주당         | 2008~2010 | 당명 변경           |
|           | 무소속         | 2010      | 탈당                |
|           | 평화민주당     | 2010~2011 | 창당                |
|           | 무소속         | 2011      | 탈당                |
|           | 시민통합당     | 2011      | 창당                |
|           | 민주통합당     | 2011~2013 | 합당                |
|           | 민주당         | 2013~2014 | 당명 변경           |
|           | 새정치민주연합 | 2014~2015 | 합당                |
|           | 더불어민주당   | 2015~2022 | 당명 변경 사망      |

## 저서
- 한국외교비사 1990년, 기린원
- 지구특파원 1987년, 정호출판사
- 이승만과 미국대사관, 1983년, 정호출판사
- 박정희와 미국대사관 1993년, 백양출판사
- 80년대의 정치전망 1980, 한섬사
- 벼랑끝 외교의 승리 2010, 청미디어

## 기타

### 본적
- 1939 전북 정읍시 수성동 735번지

### 상훈
- 2003 청조근정훈장
- 2007 건국포장(4.19 유공)

### 거주지
서울특별시 동작구 사당동 우성아파트

## 같이 보기
- 동작구 (선거구)
- 동작구 을
- 서울 동작구의 국회의원
- 대한민국의 국회사무총장

## 참고 자료
- <DJ시대 파워엘리트> 매일경제신문 정치부, 1998
- 박실 대한민국헌정회[깨진 링크(과거 내용 찾기)]